# Gakusei romance: Wakaki hi
Gakusei romance: Wakaki hi (学生ロマンス 若き日, Gakusei romance: Wakaki hi, lit. "romance estudantil: juventude") (bra: Dias de Juventude) é um filme japonês de comédia dirigido por Yasujirō Ozu. É o filme sobrevivente mais antigo conhecido do diretor. O filme conta a história de dois amigos de uma universidade (interpretados por Ichirō Yūki e Tatsuo Saitō) que disputam a atenção da mesma garota (Junko Matsui) durante uma viagem de esqui.

## Elenco
- Ichirō Yūki como Bin Watanabe (um estudante)
- Tatsuo Saitō como Shūichi Yamamoto (um estudante)
- Junko Matsui como Chieko
- Choko Iida como mãe de Chieko
- Eiko Takamatsu como proprietária
- Shōichi Kofujita como Shōji (filho da proprietária)
- Ichirō Okuni como professor Anayama
- Takeshi Sakamoto como professor
- Shin'ichi Himori como Hatamoto (um estudante)
- Fusao Yamada como Kobayashi (um estudante)
- Chishū Ryū como estudante